# Wayne (Nova Jérsei)
Wayne é uma municipalidade do leste do estado de Nova Jérsei, Estados Unidos.